# Кембридж

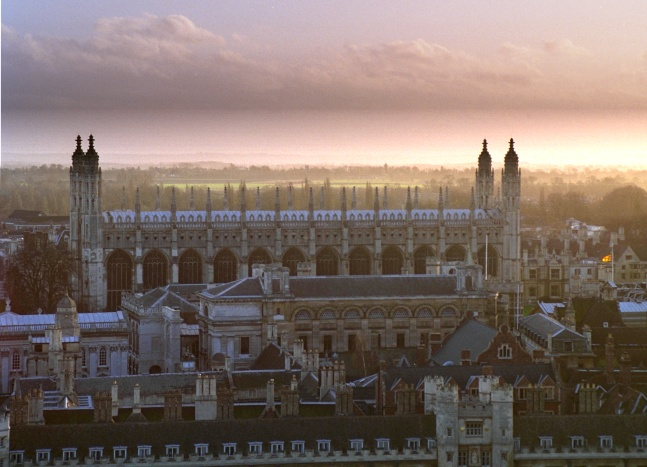
Сенат Кембриджського університету

Ке́мбридж (англ. Cambridge [keɪmbrɪdʒ], міст через Кему) — старе англійське університетське місто та адміністративний центр графства Кембриджшир, розташоване приблизно на 50 миль (80км) на північ від Лондона та оточене великою кількістю менших міст та сіл. Також розташоване в серці Silicon Fen, що має репутацію провідного високотехнологічного центру Великої Британії, переважно через заснування Acorn Computers and Sinclair та тому, що Кембридж є однією з головних складових Oxford-Cambridge Arc.
Кембридж є загальновідомим завдяки Кембриджському університету, що включає славетну Кавендішську лабораторію, пізньоготичну капелу Королівського коледжу та Бібліотеку Кембриджського університету.
Згідно з переписом 2001 року населення міста становило 108 863 осіб (включно з 22 153 студентами).
За результатами опитування, що провів журнал Forbes серед фахівців у 2010 році, Кембридж потрапив до дванадцятки найкрасивіших міст світу.

## Історія
Поселення навколо цієї території існували ще до Римської Імперії. Перші підтверджені відомості про поселення, залишки мисливської зброї, відносяться до пізньої бронзової доби, 1000 до н. е. Існують археологічні свідчення із залізної доби, що племена Белгів оселилися на Замковому Пагорбі в I ст. до н. е.
Перший значний розвиток цієї території було розпочато з римського вторгнення у Британію біля 40 р. н. е. Замковий Пагорб зробив Кембридж зручним місцем для захисту річки Кем. Це також було місцем перетину шляхів, що з'єднували Колчестер, Ессекс з гарнізонами у Лінкольні. Це римське поселення мало назву Durolipons.
Поселення залишалось регіональним центром протягом 350 років після римської окупації, приблизно до 400 року. У цьому регіоні ще досі можна побачити римські дороги та мури.
Після відходу римлян сакси захопили землю навколо Замкового Пагорба. Речі з їхніх поховань знаходили у цьому районі. В англосакський період Кембридж розвивався завдяки гарним торговельним зв'язкам з Фенландс (на півночі сучасного Кембриджширу). Однак у VII столітті відвідувачі з сусіднього Елі, повідомляють про суттєвий занепад у Кембриджі. Кембридж згадується в Англосаксонських хроніках під назвою Grantebrycge. Це перше повідомлення про міст у Кембриджі.
Поява вікінгів в Кембриджі записана в Англо-Саксонських хроніках 875 роком. Вікінзьке право було встановлено в 878. Через торгівлю відбулося швидке зростання Кембриджу. За цей період центр міста зсунувся з Замкового Пагорба на лівому березі річки у Квейсайд на правому. Після закінчення вікінгського панування та нетривалого повернення до влади саксів, ними було збудовано церкву св. Бенета у 1025 році. Вона і досі стоїть на Бенет Стріт.

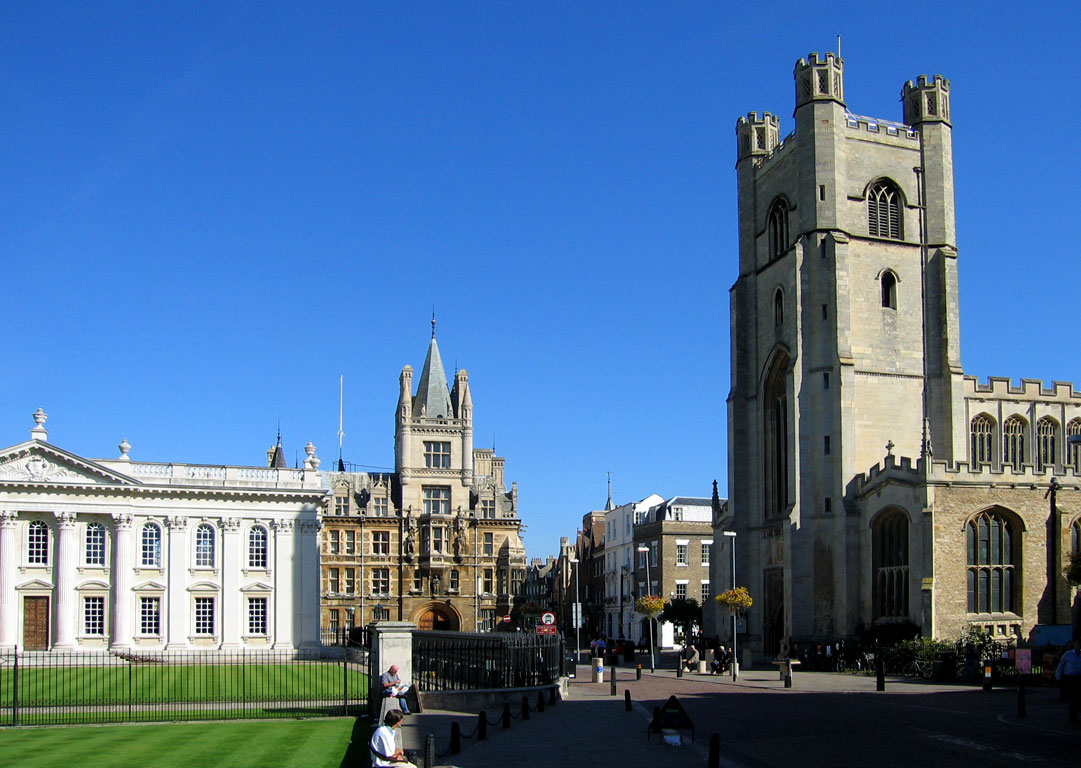
Церкви Великої св. Марії та св. Михайла позначають центр міста, а Будинок Сенату ліворуч — це центр університету. На далекому плані Ґонвіл та коледж Каюс

Через 2 роки після завоювання Англії Вільгельм Норманський побудував фортецю на Замковому Пагорбі. Як і інші міста нижчого королівства, Кембридж потрапив під контроль короля та його васалів. Круглу церкву було побудовано в цей період. Пізніше ім'я міста змінилось на Grentabrige або Cantebrigge, а річка, що протікала крізь нього, мала назву Гранта (Granta). Коли місто дістало свою сучасну назву, річка Кем ще називалась Гранта, щобільше, нині її теж подекуди так називають, лише пізніше її стали називати за аналогією до міста. Часто використовується псевдолатинський прикметник Cantabrigiensis (який скорочують до Cantab), що означає «кембридзький».
Одним з перших закладів освіти була Школа Пітагораса (Pythagoras), заснована 1200 року, будівля якої досі стоїть на землях Коледжу Св. Джона.

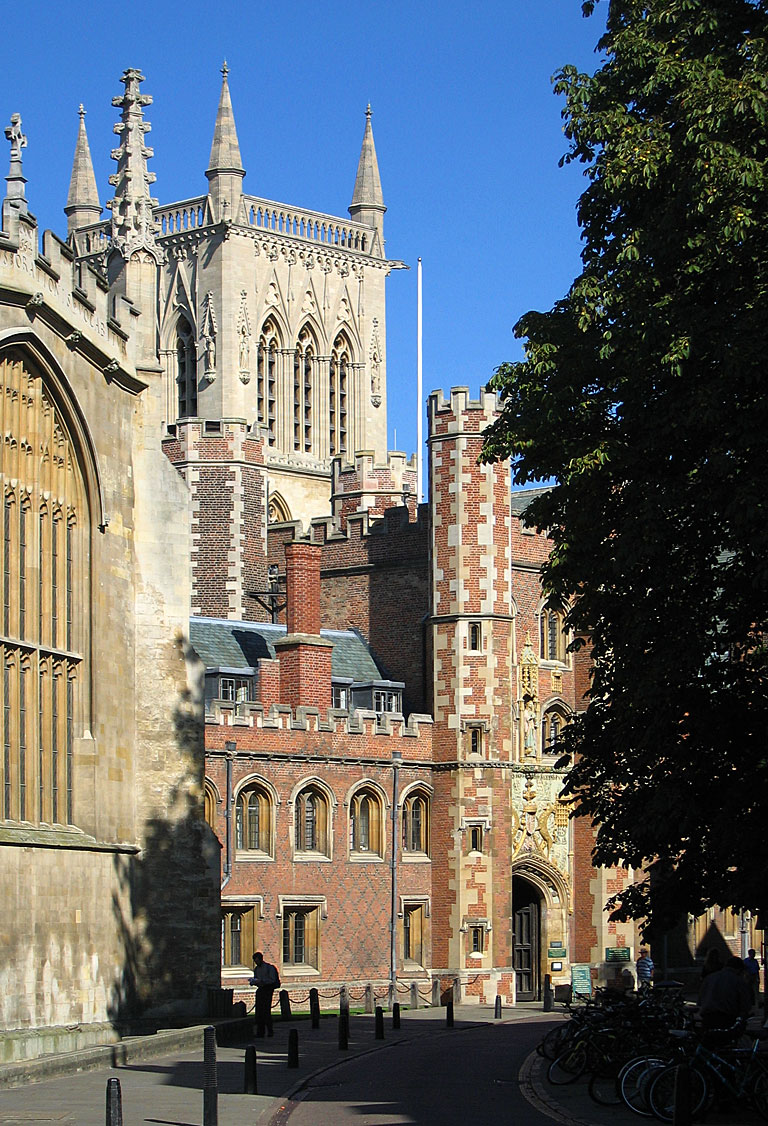
Триніті Стріт та Головні Ворота Сент Джонз Коледж з вежею коледжської каплиці на задньому плані.

## Заснування університету
1209 року студенти, що втекли від переслідувань в Оксфорді, переселилися до Кембриджу й заснували тут Кембриджський університет разом з бібліотекою. Найстаріший коледж, що зберігся і донині, Пітерхауз, було засновано у 1284. Одна з найвизначніших будівель у Кембриджі, капела Кінгз Коледжу, була заснована в 1446 королем Генрі VI. Будівництво завершилося 1515 року за правління Генрі VIII.
Кембридж Юніверсіті Прес отримало ліцензію на друкарство у 1534. Трубопровід Гобсона, що вперше постачав питну воду до центра міста було побудовано у 1610. Частково він дожив і до сьогодення. Шпиталь Адденбрукс було засновано у 1719. Залізницю та станцію побудовано у 1845. За легендою, університет поставив умову до її розташування: станція повинна бути достатньо далекою від центра міста, аби швидкий доступ до Лондона не відволікав студентів від занять.
Незважаючи на наявність університету, Кембридж не отримав статусу міста до 1951. У Кембриджі немає собору, що традиційно є обов'язковою вимогою для надання такого статусу.

## Урядування

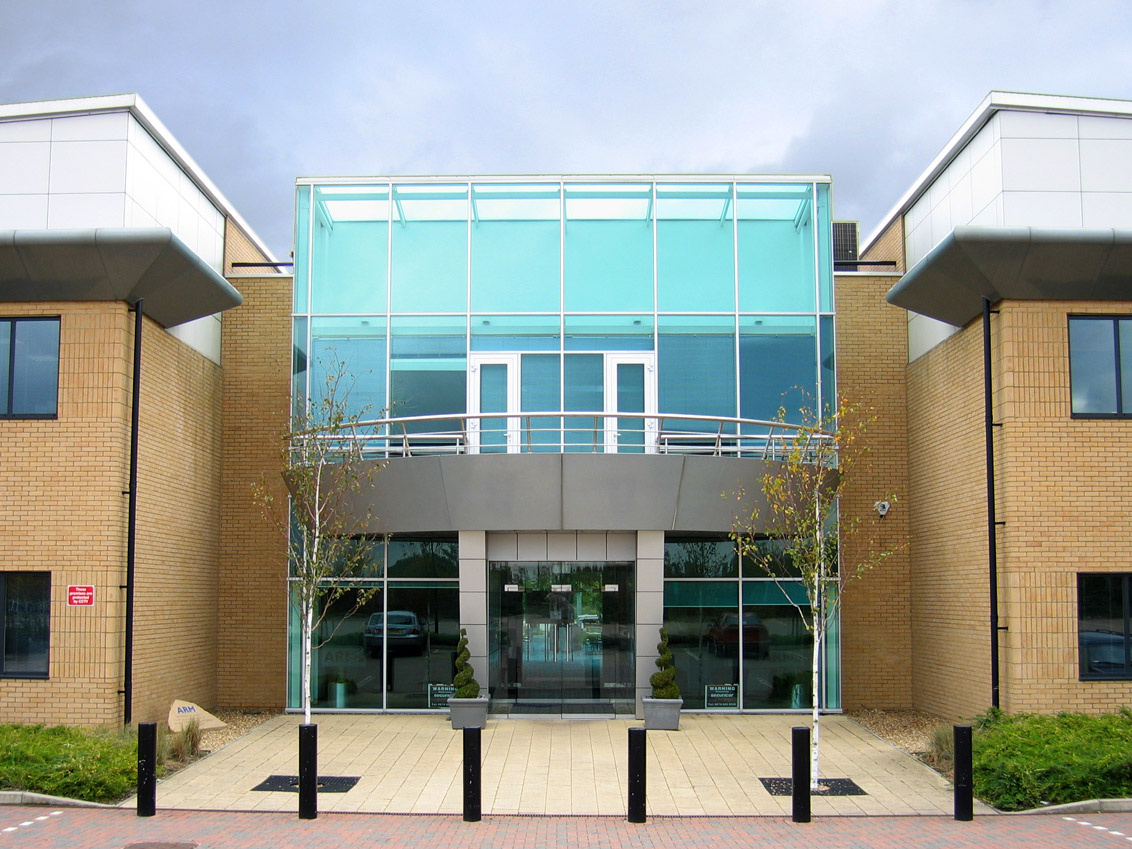
ARM є одним з найуспішніших підприємств в Silicon Fen

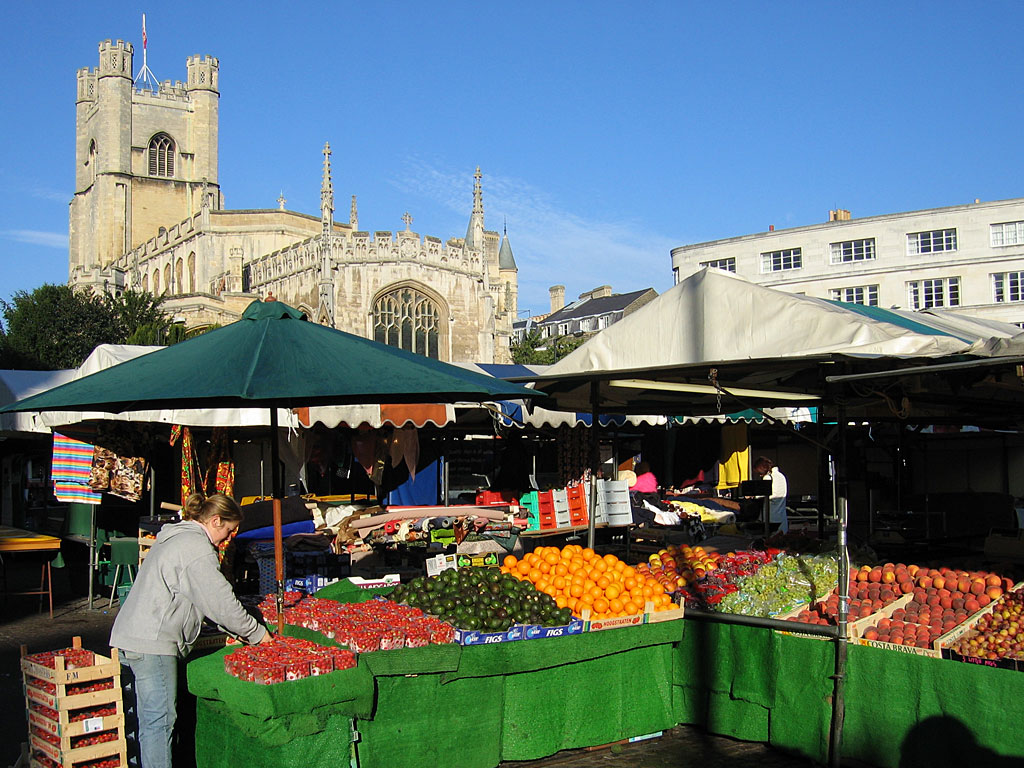
Ринок в центрі Кембриджу із церквою Великої Св. Марії

### Місцевий уряд
Кембридж є округом з міською радою. Це єдиний округ в Англії, що повністю оточений іншим округом — Південним Кембриджширом. Міська рада розташована у Гілдхолі, на ринковій площі.
В Кембриджі також знаходиться Рада графства Кембриджшир.
Місто поділено на виборчі округи: Еббі, Орбурі, Кестл, Черрі Хінтон, Колеридж, Східний Честертон, Кінгз Хеджез, Маркет, Ньюнем, Петерзфілд, Куїн Едіт'с, Ромсі та Трампінгтон.
Політична гама міських округів після виборів у травні 2005 була наступною ():
- 10 місць у ліберальних демократів
- 4 місць у лейбористів
- 0 місць у консерваторів

Політична гама міськой ради після виборів у червні 2004:
- 28 місць у ліберальних демократів
- 13 місць у лейбористів
- 1 місце в консерваторів

Ліберальні демократи контролюють міську раду з 2000.
З 1957 Кембридж є містом-побратимом з Гайдельбергом, старим університетським містом Німеччини. Також містом-побратимом Кембриджа є Сегед в Угорщині з 1987 року.

## Зв'язок з Україною
Викладання української мови у Кембриджському університеті розпочалося у 2008 році. В 2010 році був створений повноцінний центр Українських студій в Кембриджському університеті, який займається викладанням української мови, літератури та культури. Викладачами українських студій Кембриджського університету є троє науковців, серед яких Рорі Фіннін. Професор Рорі Фіннін займається дослідженням взаємозв'язку літератури та національної ідентичності в Україні, літератури радянських дисидентів та літератури турецьких націоналістів. Після повномасштабного вторгнення Росії в Україну, Кембриджський університет відкрив програму для 20 українських науковців.
В Кембриджі діє Cambridge4Ukraine — волонтерська група, яка організовує протести в Кембриджі, спілкується з університетами і депутатами, проводить культурні та освітні події на підтримку України, та допомагає біженцям знайти притулок у Великобританії. Ініціативу заснували Андрій Смицнюк, Анатолій Павловський, Степан Бліндер, та Оленка Дмитрик.
Група Cambridge4Ukraine допомагала жертвам повномасштабного вторгнення Росії до України осісти в Кембриджі й отримати доступ до житла, також надавала підтримку з працевлаштуванням. Засновники організації, зокрема голова організації, Андрій Смицнюк, неодноразово закликали британців надавати підтримку українцям.
В Кембриджі навчалась українська поетеса Ірина Шувалова, народні депутати України Альона Шкрум, Дмитро Наталуха, українсько-британський підприємець Павло Танасюк, освітянин Михайло Винницький.

## Персоналії
- Річард Аттенборо (1923—2014) — англійський кіноактор, режисер
- Олівія Ньютон-Джон (нар. 1948) — англійська й австралійська співачка, актриса.

## Інтернет-ресурси
- Сайт газети «Cambridge News» [Архівовано 29 вересня 2019 у Wayback Machine.](англ.)
- Сайт музею міста Кембридж [Архівовано 22 вересня 2019 у Wayback Machine.](англ.)